# Ладањска секта
„Ладањска секта“ је југословенски филм из 1967. године. Режирао га је Јоаким Марушић, а сценарио су писали Ивица Иванец и Анте Ковачић.

## Улоге
| Глумац         | Улога |
| -------------- | ----- |
| Шпиро Губерина |       |
| Емил Кутијаро  |       |
| Ива Марјановић |       |
| Јосип Мароти   |       |
| Миа Оремовић   |       |